# Stephen Lee (acteur)
Pour les articles homonymes, voir Stephen Lee et Lee.
Stephen Lee, est un acteur américain, né le 11 novembre 1955 à Englewood, dans le New Jersey, aux (États-Unis), et décédé le 14 août 2014 à Los Angeles, en Californie, aux (États-Unis).

## Biographie
Il est connu pour le rôle de Ralph Morris dans Les Poupées de Stuart Gordon.
Il est décédé d'une crise cardiaque.

## Filmographie

### Cinéma
- 1983 : Jeux de guerre (WarGames) : Sgt. Schneider
- 1984 : Au cœur de l'enfer (Purple Hearts) : Wizard
- 1984 : Les Jours et les nuits de China Blue (Crimes of Passion) : Jerry
- 1987 : Les Poupées (Dolls) : Ralph Morris
- 1987 : La Bamba : Big Bopper
- 1990 : RoboCop 2 d'Irvin Kershner : Duffy
- 1991 : Le Puits et le Pendule (The Pit and the Pendulum) (vidéo) : Gomez
- 1991 : Ghoulies III (Ghoulies III: Ghoulies Go to College) (vidéo) : Barcus
- 1993 : Prehysteria! : Rico Sarno
- 1994 : Who Do I Gotta Kill? : Bobby Blitzer
- 1996 : Carnosaur 3: Primal Species : Sergeant
- 1997 : Black Scorpion 2: Aftershock : Capt. Strickland, 21 st Precinct
- 1998 : Négociateur (The Negotiator) : Farley
- 1999 : L'Association du mal (Lured Innocence) : Chuck

### Télévision
- 1981 : Pour l'amour du risque ("Hart to Hart") : Larry Anderson
- 1982 : Les Enquêtes de Remington Steele ("Remington Steele") : Mr. Dickerson
- 1983 : Seven Brides for Seven Brothers : Jimmy
- 1983 : Les deux font la paire ("Scarecrow and Mrs. King") : Dr Ogden Chrysler
- 1984 : Suzanne Pleshette Is Maggie Briggs (en) : Sherman Milslagle
- 1984 : Santa Barbara : Roger Ellroi (unknown episodes, 1989)
- 1984 : Shérif, fais-moi peur (The Dukes of Hazzard) : Buddy
- 1984 : Madame est servie ("Who's the Boss?") : Bruiser
- 1985 : Capitaine Furillo ("Hill Street Blues")
- 1985 : Generation : Mark Stein
- 1985 : Histoires fantastiques ("Amazing Stories") : Dad
- 1986 : Hôtel ("Hotel") : Roy
- 1986 : Dream West
- 1986 : The B.R.A.T. Patrol : Phillips
- 1986 : Les Craquantes ("The Golden Girls") : Dwayne
- 1986 : Valerie : George Mobley
- 1986 : Gung Ho, du saké dans le moteur : Buster
- 1988 : Terrorist on Trial: The United States vs. Salim Ajami : Ellis
- 1988 : Dans la chaleur de la nuit ("In the Heat of the Night") : Gilmore Hodges
- 1988 : Génération Pub ("Thirtysomething") : Frank
- 1988 : TV 101 : Bud Matthews
- 1989 : Pas de répit sur planète Terre ("Hard Time on Planet Earth") : Fast Food Junkie
- 1989 : Sacrée Famille ("Family Ties") : Mr. Parker
- 1989 : Le Cavalier solitaire ("Paradise") : Jacob Brandt
- 1989 : Little White Lies : Marty
- 1989 : Star Trek : La Nouvelle Génération ("Star Trek: The Next Generation") (série TV) : Bartender / ...
- 1990 : City (en) : Ken Resnick
- 1991 : Hell Hath No Fury
- 1991 : Sunday Dinner : Donald Bascomb
- 1991 : Herman's Head : Brian
- 1991 : Tribunal de nuit ("Night Court") : Frederick Streiko
- 1991 : Roseanne : Barnie
- 1992 : Perry Mason (épisode The Case of the Heartbroken Bride) : Jake Lubin
- 1992 : Les Sœurs Reed ("Sisters") (série TV) : Riley
- 1992 : Code Quantum ("Quantum Leap") (série TV) : Sheriff Bo Loman  /  ...
- 1992 : Docteur Doogie ("Doogie Howser, M.D.") (série TV) : Hank Finney
- 1993 : Les Silences d'un homme (Men Don't Tell) (TV) : Chuck
- 1993 : Une maman formidable ("Grace Under Fire") (série TV) : Arnold H. Humphrey
- 1994 : Uchû no kishi Tekkaman Burêdo (série TV)
- 1994 : Babylon 5 (série TV) : Tharg
- 1994 : Midnight Run for Your Life (TV) : Benny
- 1994 : Roseanne and Tom: Behind the Scenes (TV) : Tom Arnold
- 1995 : Black Scorpion (TV) : Captain Strickland
- 1996 : Salut les frangins (Brotherly Love) (série TV) : Cop
- 1996 : Hudson Street (série TV) : Larry
- 1996 : Tout le monde aime Raymond ("Everybody Loves Raymond") (série TV) : Leo
- 1996 : Diagnostic : Meurtre ("Diagnosis Murder") (série TV) : Gerry Jackson
- 1996 : Hantée (en) (The Uninvited) (TV)
- 1996 : Profiler (série TV) : Bill Waverly
- 1996 : Cybill (série TV) : Buddy
- 1996 : Joyeuse pagaille ("Something So Right") (série TV) : Car Rental Guy
- 1996 : Murder One (série TV) : Terry Philbrick
- 1997 : Nash Bridges (série TV) : Tony B.
- 1997 : Seinfeld (série TV) : Conrad the Handyman
- 1997 : 413 Hope Street ("413 Hope St.") (série TV)
- 1997 : Brooklyn South (série TV) : Leonard Gabrinitez
- 1998 : Mike Hammer, Private Eye (série TV) : Sheriff Delaboy
- 1998 : Faits l'un pour l'autre ("To Have & to Hold") (série TV) : Patrick McGrail (
- 1999 : Le Drew Carey Show ("The Drew Carey Show") (série TV) : Donald
- 1999 : Becker (série TV) : Mr. Herrup
- 1999 : La Vie à tout prix ("Chicago Hope") (série TV) : Leonard
- 2000 : FBI Family ("Cover Me: Based on the True Life of an FBI Family") (série TV) : Frank
- 2000 : Dark Angel (série TV) : Dan Vogelsang
- 2001 : Les Experts (CSI: Crime Scene Investigation) (série TV) : Dominic Kretzker
- 2001 : Ma famille d'abord ("My Wife and Kids") (série TV) : Joseph Blake
- 2002 : Philly (série TV) : Al Malone
- 2002 : Totalement jumelles ("So Little Time" ) (série TV)
- 2002 : John Doe (série TV) : Mr. Pickford
- 2003 : Urgences ("ER") (série TV) : Paul Dressler
- 2003 : Less Than Perfect (série TV) : Store Owner
- 2003 : Line of Fire (série TV) : Brett Rawlings
- 2003 : Miracles (série TV) : Ed Dubeck
- 2004 : À la Maison-Blanche ("The West Wing") (série TV) : Registered Voter
- 2005 : Commander in Chief (série TV) : Stephen Wilding
- 2005 : Invasion (série TV) : Carl McKittrick
- 2005 : Threshold : Premier Contact ("Threshold") (série TV) : Eddie
- 2006 : Malcolm ("Malcolm in the Middle") (série TV) : 1st Speaker
- 2006 : Grey's Anatomy (série TV) : Mr. Gibson
- 2006 : Nip/Tuck (série TV) : Mr. Thompson
- 2007 : Boston Justice ("Boston Legal") (série TV) : Aaron Sears
- 2007 : Raines (série TV) : Joe Podalski
- 2007 : NCIS : Enquêtes spéciales (série TV) : Chuck Bayliss
- 2008 : Fear Itself (série TV) : Marty Steinwitz
- 2009 : Bones (série TV) : Texas Ranger
- 2009 : Numb3rs (série TV) : Tony Wolf